# 瑪爾凱塔·佩卡羅娃·阿達莫娃
瑪爾凱塔·佩卡羅娃·阿達莫娃（1984年10月2日—）是一名捷克政治人物，自2021年起擔任捷克眾議院議長，自2019年起出任TOP 09黨魁。

## 生平
佩卡羅娃·阿達莫娃於2008年畢業於布拉格查理大學文學院，獲得學士學位，並於2011年獲得布拉格捷克理工大學工程師職稱。自2013年以來，她一直出任眾議院議員。她在2019年11月24日的TOP 09黨魁選舉中以53%的選票擊敗托馬斯·切爾寧。 
在2021年議會選舉期間起，佩卡羅娃·阿達莫娃是政黨聯盟“一起”的領導人之一。
2021年11月10日，佩卡羅娃·阿達莫娃當選捷克共和國眾議院議長，在122票中獲得102票。2021年11月20日，阿達莫娃在TOP 09黨魁選舉中以163票再次當選黨魁。